# 唐濂
唐濂（1486年—1521年），字景之，號松坡，直隸徽州府歙縣槐塘人，軍籍，明朝政治人物。

## 生平
正德五年（1510年）庚午科應天府鄉試第三十七名舉人。正德六年（1511年）中式辛未科會試第三百十三名，登第三甲第七十六名進士。授南京太常寺博士，十年八月擢授廣東道試監察御史，巡视西城，尋差刷卷湖廣，丁母憂歸，卒于家，年三十六。

## 家族
曾祖唐□吉；祖父唐邦仁；父唐傑，號復菴，封知縣。母洪氏（封孺人）。兄唐溥、唐澤（刑部郎中）、唐漢。